# Adam LaVorgna
Adam LaVorgna (* 1. März 1981 in New Haven, Connecticut) ist ein US-amerikanischer Schauspieler.

## Karriere
Adam LaVorgna ist der Sohn von Joseph LaVorgna und dessen Frau Sandra, geb. Schnepf, er hat drei Geschwister, und mit drei Jahren trat er zum ersten Mal im Fernsehen auf. In den 1990er-Jahren übernahm er Nebenrollen in Kinofilmen wie Taschengeld (1994) und Eine wüste Bescherung (1998). LaVorgna wurde vor allem durch seine Rolle des Robbie Palmer in Eine himmlische Familie einem breiteren Publikum bekannt. In über 22 Episoden zwischen 1999 und 2002 spielte er den festen Freund von Mary (dargestellt von Jessica Biel), mit der er auch privat liiert war. 
Neben Eine himmlische Familie stand LaVorgna für Episoden der Serien Cold Case, Law & Order, Matlock, Harrys Nest und The Starlet vor der Kamera. In den 2010er-Jahren war er hauptsächlich in weitgehend unbekannten B-Movies zu sehen.

## Filmografie (Auswahl)
- 1991–1993: Brooklyn Bridge (Fernsehserie, 24 Folgen)
- 1991: Straße zum Glück (29th Street)
- 1993: Teenage Lolita – Verlockende Unschuld (Casualties of Love: The Long Island Lolita Story)
- 1992: Frank Sinatra – Der Weg an die Spitze (Sinatra)
- 1994: Immer Ärger um Dojo (Monkey Trouble)
- 1994: Taschengeld (Milk Money)
- 1995: Matlock (The Getaway/Dem Verderben entronnen, Fernsehserie, 1 Folge, 9.10)
- 1995: Degree of Guilt
- 1997: Mein Liebling, der Tyrann (The Beautician and the Beast)
- 1998: Eine wüste Bescherung (I’ll Be Home for Christmas)
- 1999–2002: Eine himmlische Familie (7th Heaven, Fernsehserie, 49 Folgen)
- 1999: Outside Providence
- 1999: The Bumblebee Flies Anyway
- 2000: Blast
- 2005: Halley’s Comet
- 2006: The House is Burning
- 2007: The Boy Who Cried Bitch: The Adolescent Years
- 2007: Cold Case – Kein Opfer ist je vergessen (Cold Case, Fernsehserie, Folge 4.20)
- 2007: CSI: Miami (Fernsehserie, Folge 5.20)
- 2015: Masterless
- 2018: Madhouse Mecca
- 2019: Finding Julia

## Auszeichnungen
Adam LaVorgna gewann 1993 einen Young Artist Award für seine Darstellung in Brooklyn Bridge.